# 日本の商業に関する学科設置高等学校一覧
日本の商業に関する学科設置高等学校一覧（にほんのしょうぎょうにかんするがっかせっちこうとうがっこういちらん）は、日本の「商業に関する学科」が設置されている高等学校の一覧である。全国商業高等学校長協会及び財団法人全国商業高等学校協会会員校（商業に関する学科設置校のみ）の一覧を兼ねる。
専門教科「商業」を中心に履修する専門教育を主とする学科が設置されている高等学校は、本項目に掲載する。専門教科「商業」を履修しない学科・課程は、本項目に含めない。
それ以外の学科・課程において専門教科「商業」を履修する場合については、日本の総合学科設置高等学校一覧を参照。過去に専門教科「商業」を履修する学科が設置されていた高等学校は、Category:日本の商業に関する学科設置高等学校 (廃止)を参照。

## 北海道
- 北海道旭川商業高等学校 - 流通ビジネス科・国際ビジネス科・会計科・情報処理科 - 定時制併置
- 北海道芦別高等学校 - 情報ビジネス科
- 北海道網走桂陽高等学校 - 商業科・事務情報科
- 北海道虻田高等学校 - 事務情報科
- 北海道岩内高等学校 - 事務情報科
- 北海道岩見沢緑陵高等学校 - 情報コミュニケーション科
- 北海道江別高等学校 - 事務情報科・生活デザイン科
- 北海道小樽未来創造高等学校 - 流通マネジメント科、情報会計マネジメント科
- 北海道帯広南商業高等学校 - 商業科
- 北海道北見商業高等学校 - 商業科・情報処理科・流通経済科
- 北海道釧路商業高等学校 - 国際ビジネス科・情報処理科・流通経済科・会計科
- 北海道札幌啓北商業高等学校 - 未来商学科
- 北海道札幌国際情報高等学校 - グローバルビジネス科
- 北海道札幌東商業高等学校 - 流通経済科・国際経済科・会計ビジネス科・情報処理科
- 北海道士別翔雲高等学校 - 総合ビジネス科
- 北海道下川商業高等学校
- 北海道滝川西高等学校 - 会計ビジネス科・情報ビジネス科
- 北海道苫小牧総合経済高等学校 - 情報処理科・流通経済科・国際経済科
- 北海道苫前商業高等学校 - 商業科
- 北海道富川高等学校 - 商業科
- 北海道奈井江商業高等学校 - 情報処理科
- 北海道中標津高等学校 - 商業科・事務情報科
- 北海道根室高等学校 - 商業科・事務情報科
- 函館大学付属柏稜高等学校 - 商業科
- 北海道函館商業高等学校 - 国際経済科・情報処理科・流通ビジネス科 - 定時制併置
- 北海道美唄高等学校 - 情報ビジネス科
- 北海道深川東高等学校 - 流通経済科・情報処理科
- 北海道福島商業高等学校 - 商業科
- 北海道富良野緑峰高等学校 - 流通経済科・情報ビジネス科
- 北海道紋別高等学校 - 総合ビジネス科
- 北海道有朋高等学校 - 事務情報科 - 定時制単置
- 北海道八雲高等学校 - 総合ビジネス科
- 北海道利尻高等学校 - 商業科
- 北海道留萌高等学校 - 情報ビジネス科
- 北海道稚内商工高等学校 - 商業科・事務情報科
- 旭川実業高等学校 - 商業科
- クラーク記念国際高等学校 - 商業科

## 東北地方

### 青森県
- 青森県立青森商業高等学校 - 商業科・情報処理科
- 青森県立黒石高等学校 - 情報デザイン科
- 青森県立黒石商業高等学校 - 情報処理科・商業科・情報デザイン科
- 青森県立十和田西高等学校 - 観光科
- 青森県立浪岡高等学校 - 商業科
- 青森県立八戸商業高等学校 - 商業科・情報処理科・国際経済科
- 青森県立弘前実業高等学校 - 商業科・情報処理科
- 青森県立三沢商業高等学校 - 商業科・情報処理科
- 青森県立百石高等学校 - 商業科
- 五所川原商業高等学校 - 商業科

### 岩手県
- 岩手県立花北青雲高等学校 - ビジネス情報科
- 岩手県立釜石商工高等学校 - 総合情報科
- 岩手県立大東高等学校 - 情報ビジネス科
- 岩手県立遠野緑峰高等学校 - 情報処理科
- 岩手県立水沢商業高等学校 - 商業科・会計ビジネス科・情報システム科
- 岩手県立宮古商工高等学校 - 商業科
- 岩手県立盛岡商業高等学校 - 国際ビジネス科・流通ビジネス科・経済ビジネス科・情報ビジネス科
- 岩手県立大船渡東高等学校 - 情報処理科
- 盛岡市立高等学校 - 商業科
- 江南義塾盛岡高等学校 - 情報処理科
- 盛岡誠桜高等学校 - 商業科
- 専修大学北上高等学校 - グローカルビジネス科

### 宮城県
- 宮城県石巻商業高等学校 - 総合ビジネス科
- 宮城県一迫商業高等学校 - 流通経済科・会計科・情報処理科
- 宮城県大河原商業高等学校 - 流通マネジメント科・情報システム科・OA会計科（2025年3月閉校予定）
- 宮城県大河原産業高等学校 - 企画デザイン科、総合ビジネス科
- 宮城県鹿島台商業高等学校 - 商業科
- 宮城県塩釜高等学校 - ビジネス科
- 宮城県志津川高等学校 - 情報ビジネス科
- 宮城県中新田高等学校 - 商業科
- 宮城県亘理高等学校 - 商業科
- 宮城県松島高等学校 - 観光科
- 宮城県登米総合産業高等学校 - 商業科
- 仙台市立仙台商業高等学校 - 商業科
- 東北生活文化大学高等学校 - 商業科
- 古川学園高等学校 - 情報ビジネス科

### 秋田県
- 秋田市立秋田商業高等学校 - 商業科
- 秋田県立大館国際情報学院高等学校 - 国際情報科
- 秋田県立平成高等学校 - 総合ビジネス科
- 秋田県立湯沢翔北高等学校 - 総合ビジネス科
- 秋田県立能代松陽高等学校 - 情報ビジネス科
- 秋田県立大曲高等学校 - 商業科

### 山形県
- 山形県立上山明新館高等学校 - 情報経営科
- 山形県立酒田光陵高等学校 - 国際経営科・情報科
- 山形県立新庄南高等学校 - 総合ビジネス科(2026年3月閉校予定)
- 山形県立新庄神室産業高等学校 - ビジネス創造科
- 山形県立米沢商業高等学校 - 総合ビジネス科・国際ビジネス科・情報ビジネス科
- 山形県立村山産業高等学校 - 流通ビジネス科
- 山形市立商業高等学校 - 総合ビジネス科・経済科・国際コミュニケーション科

### 福島県
- 福島県立福島商業高等学校 - 情報ビジネス科・経営ビジネス科・会計ビジネス科
- 福島県立福島南高等学校 - 情報会計科
- 福島県立保原高等学校 - 商業科
- 福島県立本宮高等学校 - 情報会計科
- 福島県立郡山商業高等学校 - 流通経済科・会計科・情報処理科
- 福島県立須賀川高等学校 - オフィス情報科
- 福島県立清陵情報高等学校 - 情報処理科・情報会計科
- 福島県立白河実業高等学校 - 情報ビジネス科
- 福島県立修明高等学校 - 経営ビジネス科・情報マネジメント科
- 福島県立平商業高等学校 - 国際経済科・流通ビジネス科・情報システム科・OA会計科
- 福島県立小名浜海星高等学校 - 商業科
- 福島県立小高産業技術高等学校 - 流通ビジネス科
- 福島県立若松商業高等学校 - 会計ビジネス科・情報ビジネス科
- 福島県立喜多方桐桜高等学校 - エリアマネジメント科・ビジネス実務科・情報システム科
- 福島県立猪苗代高等学校 - 国際観光科
- 帝京安積高等学校 - ビジネス総合科

## 関東地方

### 茨城県
- 茨城県立石岡商業高等学校 - 商業科・情報処理科
- 茨城県立潮来高等学校 - 商業科
- 茨城県立太田第二高等学校 - 商業科
- 茨城県立古河第一高等学校 - 商業科（2年から流通ビジネス科・会計ビジネス科・情報ビジネス科に分かれる）
- 茨城県立鬼怒商業高等学校 - 商業科・情報処理科
- 茨城県立土浦第三高等学校 - 商業に関する学科（2年から商業科・会計ビジネス科・情報処理科に分かれる）
- 茨城県立那珂湊高等学校 - 商業に関する学科（第2学年以降、会計ビジネス科・起業ビジネス科・情報デザイン科に分かれる。）
- 茨城県立日立商業高等学校 - 商業科・情報処理科
- 茨城県立水海道第二高等学校 - 商業科
- 茨城県立水戸商業高等学校 - 商業科・情報ビジネス科・国際ビジネス科
- 茨城県立常陸大宮高等学校 - 商業科
- 茨城県立竜ヶ崎第二高等学校 - ビジネスマネジメント科・情報コミュニケーション科
- 水戸啓明高等学校 - 商業科
- 水戸女子高等学校 - 商業科

### 栃木県
- 栃木県立足利清風高等学校 - 商業科・情報処理科
- 栃木県立宇都宮商業高等学校 - 商業科・情報処理科 - 定時制併置
- 栃木県立小山北桜高等学校 - 総合ビジネス科
- 栃木県立学悠館高等学校 - 商業科 - 定時制単置（2019年以降は編入学のみ）
- 栃木県立鹿沼商工高等学校 - 商業科 ／ 定時制併置（定時制は令和2年度入学生より募集停止）
- 栃木県立佐野松桜高等学校 - 商業科
- 栃木県立高根沢高等学校 - 商業科
- 栃木県立栃木商業高等学校 - 商業科・情報処理科
- 栃木県立那須高等学校 - リゾート観光科
- 栃木県立那須清峰高等学校 - 商業科
- 栃木県立真岡北陵高等学校 - 総合ビジネス科
- 宇都宮短期大学附属高等学校 - 情報商業科
- 宇都宮文星女子高等学校 - 総合ビジネス科
- 作新学院高等学校 - 商業システム科
- 青藍泰斗高等学校 - 総合ビジネス科
- 文星芸術大学附属高等学校 - 総合ビジネス科

### 群馬県
- 群馬県立館林商工高等学校 - 総合システム科・情報ビジネス科
- 群馬県立高崎商業高等学校 - 流通ビジネス科・国際ビジネス科・情報ビジネス科 - 定時制併置
- 群馬県立前橋商業高等学校 - システム情報科・ビジネス総合科
- 群馬県立伊勢崎商業高等学校 - 商業科・会計科・情報処理科
- 太田市立太田高等学校 - 商業科
- 桐生市立商業高等学校 - 商業科・情報処理科 - 定時制併置
- 利根沼田学校組合立利根商業高等学校 - 国際経済科・情報経済科・地域経済科
- 高崎商科大学附属高等学校 - 総合ビジネス科
- 群馬県立板倉高等学校 - 普通科（選択科目・商業科目）

### 埼玉県
- 埼玉県立上尾高等学校 - 商業科
- 埼玉県立岩槻商業高等学校 - 商業科・情報処理科
- 埼玉県立浦和商業高等学校 - 情報処理科・商業科
- 埼玉県立大宮商業高等学校 - 商業科 - 定時制併置
- 埼玉県立熊谷商業高等学校 - 総合ビジネス科
- 埼玉県立鴻巣高等学校 - 商業科
- 埼玉県立越谷総合技術高等学校 - 流通経済科・情報処理科
- 埼玉県立狭山経済高等学校 - 流通経済科・会計科・情報処理科
- 埼玉県立所沢商業高等学校 - 情報処理科・国際流通科・ビジネス会計科
- 埼玉県立新座総合技術高等学校 - 総合ビジネス科
- 埼玉県立鳩ヶ谷高等学校 - 情報処理科
- 埼玉県立鳩山高等学校 - 情報管理科
- 埼玉県立羽生実業高等学校 - 商業科・情報処理科・ビジネス会計科
- 埼玉県立深谷商業高等学校 - 商業科・会計科・情報処理科
- 埼玉県立皆野高等学校 - 商業科・情報処理科
- 埼玉県立八潮南高等学校 - 商業科・情報処理科
- 埼玉県立与野高等学校 - 商業科
- 埼玉県立寄居高等学校 - 商業科
- 川口市立川口高等学校 - 国際ビジネス科
- 川越市立川越高等学校 - 情報処理科・国際経済科
- 浦和実業学園高等学校 - 商業科

### 千葉県
- 千葉県立一宮商業高等学校 - 商業科・情報処理科
- 千葉県立木更津東高等学校 - 商業科 - 定時制単置
- 千葉県立君津商業高等学校 - 商業科・情報管理科
- 千葉県立館山総合高等学校 - 商業科
- 千葉県立千葉商業高等学校 - 商業科・情報システム科 - 定時制併置
- 千葉県立銚子商業高等学校 - 商業科・情報処理科 - 定時制併置
- 千葉県立鶴舞桜が丘高等学校 - 総合ビジネス科
- 千葉県立東金商業高等学校 - 商業科・情報処理科
- 千葉県立成田西陵高等学校 - 情報科学科
- 千葉県立流山高等学校 - 商業科・情報処理科
- 習志野市立習志野高等学校 - 商業科
- 船橋市立船橋高等学校 - 商業科
- 千葉経済大学附属高等学校 - 商業科・情報処理科
- 千葉商科大学付属高等学校 - 商業科
- 東京学館船橋高等学校 - 情報処理科

### 東京都
- 東京都立足立高等学校 - 商業科 - 定時制併置
- 東京都立五日市高等学校 - 商業科 - 定時制併置
- 東京都立大田桜台高等学校 - ビジネスコミュニケーション科
- 東京都立葛飾商業高等学校 - 商業科・情報処理科 - 定時制併置
- 東京都立江東商業高等学校 - 総合ビジネス科
- 東京都立芝商業高等学校 - 商業科
- 東京都立第一商業高等学校 - 商業科
- 東京都立第三商業高等学校 - 商業科 - 定時制併置
- 東京都立第四商業高等学校 - 商業科・情報処理科
- 東京都立第五商業高等学校 - 商業科
- 東京都立千早高等学校 - ビジネスコミュニケーション科
- 愛国高等学校 - 商業科
- 安部学院高等学校 - 商業科
- 京華商業高等学校 - 商業科
- 中央学院大学中央高等学校 - 商業科
- 東京実業高等学校 - 普通科ビジネスコース（2001年4月商業科より名称変更）

### 神奈川県
- 神奈川県立相原高等学校 - 商業科・国際経済科・情報処理科
- 神奈川県立厚木商業高等学校 - 商業科・情報処理科・国際経済科
- 神奈川県立小田原東高等学校 - 総合ビジネス科
- 神奈川県立商工高等学校 - 商業科・情報処理科・国際経済科
- 神奈川県立平塚農商高等学校 - 総合ビジネス科
- 川崎市立幸高等学校 - ビジネス教養科 - 定時制併置（2010年4月商業科・情報処理科・国際ビジネス科が統合・名称変更）
- 横浜市立横浜商業高等学校 - 商業科
- 大西学園高等学校 - 商業科
- 相洋高等学校 - 商業科
- 藤沢翔陵高等学校 - 商業科
- 横浜商科大学高等学校 - 商業科

## 中部地方

### 新潟県
- 新潟県立塩沢商工高等学校 - 商業科
- 新潟県立新発田商業高等学校 - 商業科・情報処理科
- 新潟県立高田商業高等学校 - 総合ビジネス科
- 新潟県立長岡商業高等学校 - 総合ビジネス科・情報ビジネス科
- 新潟県立新潟商業高等学校 - 総合ビジネス科・情報処理科
- 新潟県立三条商業高等学校 - 総合ビジネス科

### 富山県
- 富山県立石動高等学校 - 商業科
- 富山県立志貴野高等学校 - 総合ビジネス科 - 定時制単置
- 富山県立新湊高等学校 - 商業科
- 富山県立高岡商業高等学校 - 流通経済科・国際経済科・会計科・情報処理科
- 富山県立富山商業高等学校 - 流通経済科・国際経済科・会計科・情報処理科
- 富山県立氷見高等学校 - ビジネス科
- 富山県立富山北部高等学校 - 情報デザイン科
- 富山県立滑川高等学校 - 商業科
- 富山県立雄峰高等学校 - 情報ビジネス科 - 定時制単置

### 石川県
- 石川県立金沢商業高等学校 - 総合情報ビジネス科
- 石川県立小松商業高等学校 - 総合情報ビジネス科
- 石川県立大聖寺実業高等学校 - 情報ビジネス科

### 福井県
- 福井県立奥越明成高等学校 - ビジネス情報科
- 福井県立武生商工高等学校 - 商業マネジメント科・情報ビジネス科
- 福井県立敦賀高等学校 - 商業科・情報経理科
- 福井県立福井商業高等学校 - 商業科・流通経済科・会計科・情報処理科・国際経済科
- 啓新高等学校 - 情報商業科
- 北陸学園北陸高等学校 - 商業科

### 山梨県
- 山梨県立塩山高等学校 - 商業科・情報システム科・国際経済科
- 山梨県立増穂商業高等学校 - 商業科・情報処理科
- 山梨県立峡南高等学校 - 情報ビジネス科
- 甲府市立甲府商業高等学校 - 商業科・情報処理科
- 甲斐清和高等学校 - 情報メディア科

### 長野県
- 長野県赤穂高等学校 - 商業科
- 長野県飯田OIDE長姫高等学校 - 商業科
- 長野県上田千曲高等学校 - 商業科
- 長野県小諸商業高等学校 - 商業科・会計システム - 定時制併置
- 長野県須坂創成高等学校 - 商業科
- 長野県諏訪実業高等学校 - 商業科・会計情報科
- 長野県辰野高等学校 - 商業科
- 長野県長野商業高等学校 - 商業科・会計科
- 長野県穂高商業高等学校 - 商業科・会計科
- 長野県松代高等学校 - 商業科
- 松商学園高等学校 - 商業科

### 岐阜県
- 岐阜県立大垣商業高等学校 - 総合ビジネス科・会計科
- 岐阜県立海津明誠高等学校 - 情報処理科
- 岐阜県立岐阜各務野高等学校 - ビジネス科
- 岐阜県立岐阜商業高等学校 - 流通ビジネス科・ビジネス情報科・会計科・グローバルビジネス科 - 定時制併置
- 岐阜県立東濃実業高等学校 - ビジネス管理科・ビジネス情報科
- 岐阜県立土岐商業高等学校 - ビジネス科・ビジネス情報科
- 岐阜県立中津商業高等学校 - ビジネス科・ビジネス情報科
- 岐阜県立武義高等学校 - 商業科・情報処理科
- 岐阜県立飛騨高山高等学校 - 情報処理科・ビジネス科
- 岐阜聖徳学園高等学校 - 商業科
- 岐阜市立岐阜商業高等学校 - 情報処理科・経営管理科
- 関市立関商工高等学校 - 総合ビジネス科
- 済美高等学校 - ビジネス教養科
- 多治見西高等学校 - 商業科
- 中京高等学校 - 商業科
- 富田高等学校 - 商業科

### 静岡県
- 静岡県立伊豆伊東高等学校 - ビジネスマネジメント科
- 静岡県立土肥高等学校 - 商業科
- 静岡県立御殿場高等学校 - 情報ビジネス科
- 静岡県立沼津商業高等学校 - 総合ビジネス科・情報ビジネス科
- 静岡県立静岡商業高等学校 - 商業科・情報処理科
- 静岡県立相良高等学校 - 商業科
- 静岡県立島田商業高等学校 - 総合ビジネス科・情報ビジネス科
- 静岡県立富士宮北高等学校 - 商業科
- 静岡県立袋井商業高等学校 - 商業科
- 静岡県立磐田西高等学校 - 総合ビジネス科
- 静岡県立浜松東高等学校 - 情報ビジネス科・総合ビジネス科
- 静岡県立浜松商業高等学校 - 商業科・情報処理科
- 静岡県立浜松湖北高等学校 - 産業マネジメントIII科
- 静岡市立清水桜が丘高等学校 - 商業科
- 富士市立高等学校 - ビジネス探究科
- 静岡県富士見高等学校 - 商業科
- 静岡女子高等学校 - 商業科
- 清水国際高等学校 - 情報ビジネス科
- 城南静岡高等学校 - ICT科
- 知徳高等学校 - 情報ビジネス科
- 浜松啓陽高等学校 - 情報コミュニケーション科
- 浜松修学舎高等学校 - ビジネス科

### 愛知県
- 愛知県立愛知商業高等学校 - 事務科・経理科・情報処理科・国際ビジネス科
- 愛知県立一宮商業高等学校 - 国際ビジネス科・経理科・情報処理科
- 愛知県立犬山高等学校 - 総合ビジネス科
- 愛知県立岡崎商業高等学校 - 国際ビジネス科・情報会計科・情報処理科・総合ビジネス科
- 愛知県立春日井泉高等学校 - 国際ビジネス科・情報会計科・情報処理科
- 愛知県立木曽川高等学校 - 総合ビジネス科
- 愛知県立国府高等学校 - 総合ビジネス科
- 愛知県立古知野高等学校 - 総合ビジネス科・情報処理科
- 愛知県立新城高等学校 - 情報会計科（2021年3月閉校）
- 愛知県立成章高等学校 - 総合ビジネス科
- 愛知県立知立高等学校 - 総合ビジネス科・情報処理科
- 愛知県立津島北高等学校 - 総合ビジネス科
- 愛知県立東海樟風高等学校 - 総合情報科
- 愛知県立豊橋商業高等学校 - 総合ビジネス科・経理科・情報処理科・国際ビジネス科
- 愛知県立中川商業高等学校 - 国際ビジネス科・情報処理科・総合ビジネス科
- 愛知県立半田商業高等学校 - 経理科・情報処理科・総合ビジネス科 - 定時制併置
- 愛知県立碧南高等学校 - 総合ビジネス科
- 名古屋市立中央高等学校 - 商業科（夜間） - 定時制単置
- 名古屋市立名古屋商業高等学校 - 商業科・情報処理科・国際経済科
- 名古屋市立若宮商業高等学校 - 総合ビジネス科・情報ビジネス科・会計ビジネス科
- 豊橋市立豊橋高等学校 - 商業科（夜間） - 定時制単置
- 愛知啓成高等学校 - 商業科
- 愛知産業大学三河高等学校 - 情報処理科
- 愛知みずほ大学瑞穂高等学校 - 商業科
- 菊華高等学校 - 情報ビジネス科
- 啓明学館高等学校 - 商業科
- 修文女子高等学校 - 情報会計科
- 同朋高等学校 - 商業科
- 名古屋大谷高等学校 -商業科
- 名古屋経済大学高蔵高等学校 - 商業科

## 近畿地方

### 三重県
- 三重県立宇治山田商業高等学校 - 商業科・情報処理科
- 三重県立尾鷲高等学校 - 情報ビジネス科
- 三重県立伊賀白鳳高等学校 - 経営科
- 三重県立津商業高等学校 - 情報システム科・ビジネス科
- 三重県立松阪商業高等学校 - 情報ビジネス科・情報システム科
- 三重県立四日市商業高等学校 - 商業科・情報処理科

### 滋賀県
- 滋賀県立大津商業高等学校 - 総合ビジネス科・情報システム科
- 滋賀県立八幡商業高等学校 - 情報処理科・商業科・国際経済科
- 近江高等学校 - 商業科

### 京都府
- 京都府立丹後緑風高等学校 - 企画経営科
- 京都府立大江高等学校 - ビジネス科学科
- 京都府立京都すばる高等学校 - 会計科・企画科・ビジネス探求科
- 京都明徳高等学校 - 商業科
- 福知山成美高等学校 – 商業科

### 大阪府
- 大阪府立大阪ビジネスフロンティア高等学校 - グローバルビジネス科
- 大阪府立住吉商業高等学校 - 商業科
- 大阪府立中央高等学校 - ビジネス科 - 定時制単置
- 大阪府立鶴見商業高等学校 - 商業科
- 大阪府立淀商業高等学校 - 商業科
- 岸和田市立産業高等学校 - 商業科・情報科 - 定時制併置
- 堺市立堺高等学校 - マネジメント創造科 - 定時制併置
- 東大阪市立日新高等学校 - 商業科
- 大商学園高等学校 - 商業科・普通科情報コース
- 興國高等学校 - ITビジネス科

### 兵庫県
- 兵庫県立相生産業高等学校 - 商業科
- 兵庫県立小野高等学校 - ビジネス探究科
- 兵庫県立神戸商業高等学校 - 商業科・情報科・会計科
- 兵庫県立篠山産業高等学校 - 商業科
- 兵庫県立松陽高等学校 - 商業科
- 兵庫県立洲本実業高等学校 - 商業科・国際ビジネス科
- 兵庫県立龍野北高等学校 - 商業科 - 定時制単置
- 兵庫県立長田商業高等学校 - 商業科 - 定時制単置
- 兵庫県立氷上高等学校 - 商業科
- 兵庫県立姫路商業高等学校 - 情報科学科・商業科
- 明石市立明石商業高等学校 - 商業科
- 尼崎市立尼崎双星高等学校 - 商業学科
- 伊丹市立伊丹高等学校 - 商業科
- 神戸市立神港橘高等学校 - みらい商学科
- 神戸星城高等学校 - 商業科
- 神戸第一高等学校 - 商業科
- 姫路女学院高等学校 - 商業科

### 奈良県
- 奈良県立五條高等学校 - 商業科
- 奈良県立商業高等学校 - 会計科・情報ビジネス科・経営ビジネス科・総合ビジネス科
- 奈良県立奈良商工高等学校 - 総合ビジネス科・国際ビジネス科・情報ビジネス科 - 定時制併置
- 大和高田市立高田商業高等学校 - 商業科

### 和歌山県
- 和歌山県立笠田高等学校 - 情報処理科・総合ビジネス科
- 和歌山県立神島高等学校 - 経営科学科
- 和歌山県立和歌山商業高等学校 - ビジネス創造科
- 和歌山市立和歌山高等学校 - 総合ビジネス科 - 定時制併置

## 中国地方

### 鳥取県
- 鳥取県立倉吉総合産業高等学校 - ビジネス科
- 鳥取県立鳥取商業高等学校 - 商業科
- 鳥取県立米子南高等学校 - 流通会計科・情報ビジネス科・情報システム科・社会科学科

### 島根県
- 島根県立出雲商業高等学校 - 商業科・情報処理科
- 島根県立隠岐高等学校 - 商業科
- 島根県立情報科学高等学校 - 情報システム科・マルチメディア科・情報処理科
- 島根県立浜田商業高等学校 - 商業科・情報処理科
- 島根県立松江商業高等学校 - 商業科・情報処理科・国際ビジネス科
- 松江西高等学校 - 総合ビジネス科

### 岡山県
- 岡山県立岡山東商業高等学校 - ビジネス創造科・情報ビジネス科
- 岡山県立岡山南高等学校 - 国際経済科・情報処理科
- 岡山県立笠岡商業高等学校 - 商業科・情報処理科
- 岡山県立勝山高等学校 - 商業科
- 岡山県立倉敷商業高等学校 - 商業科・情報処理科・国際経済科
- 岡山県立西大寺高等学校 - 商業科
- 岡山県立玉島商業高等学校 - ビジネス情報科
- 岡山県立津山商業高等学校 - 商業科・地域ビジネス科・国際ビジネス科・情報ビジネス科
- 岡山県立新見高等学校 - 総合ビジネス科
- 倉敷市立精思高等学校 - 商業科 - 定時制単置
- 玉野市立玉野商工高等学校 - ビジネス情報科
- 関西高等学校 - 商業科
- 倉敷高等学校 - 商業科
- 倉敷翠松高等学校 - 商業科

### 広島県
- 広島県立尾道商業高等学校 - 情報ビジネス科
- 広島県立呉商業高等学校 - 情報ビジネス科
- 広島県立総合技術高等学校 - 現代ビジネス科
- 広島県立竹原高等学校 - 商業科
- 広島県立広島商業高等学校 - 情報ビジネス科
- 広島県立福山商業高等学校 - 情報ビジネス科
- 広島市立広島商業高等学校 - 情報ビジネス科・情報システム科
- 山陽高等学校 - 情報会計科
- 広島翔洋高等学校 - ビジネス科

### 山口県
- 山口県立厚狭高等学校 - 商業科 - 定時制単置
- 山口県立岩国商業高等学校 - 総合ビジネス科・国際情報科
- 山口県立宇部商業高等学校 - 商業科・総合情報科
- 山口県立西京高等学校 - 会計OA科・情報処理科
- 山口県立徳山商工高等学校 - 総合ビジネス科・情報ビジネス科
- 山口県立萩商工高等学校 - 総合ビジネス科・情報デザイン科
- 山口県立防府商工高等学校 - 商業科・国際経済科・情報処理科
- 山口県立柳井商工高等学校 - ビジネス情報科
- 下関市立下関商業高等学校 - 商業科・情報処理科 - 定時制併置
- 山口中村学園高等学校 - 商業科
- 誠英高等学校 - 情報会計科
- 聖光高等学校 - 綜合ビジネス科
- 長門高等学校 - 商業科
- 山口県鴻城高等学校 - 情報商業科
- 山口県桜ケ丘高等学校 - 商業科

## 四国地方

### 徳島県
- 徳島県立海部高等学校 - 情報ビジネス科
- 徳島県立小松島西高等学校本校 - 商業科
- 徳島県立つるぎ高等学校 - 商業科・地域ビジネス科
- 徳島県立徳島商業高等学校 - 情報処理科・会計情報科・商業科
- 徳島県立富岡東高等学校本校 - 商業科 - 定時制併置
- 徳島県立三好高等学校 - 情報ビジネス科
- 徳島県立吉野川高等学校 - 会計ビジネス科・情報ビジネス科・食ビジネス科

### 香川県
- 香川県立坂出商業高等学校 - 商業科・情報処理科
- 香川県立志度高等学校 - 商業科
- 香川県立高松商業高等学校 - 商業科 - 定時制併置
- 高松中央高等学校 - 商業科

### 愛媛県
- 愛媛県立今治北高等学校 - 商業科・事務科・情報処理科
- 愛媛県立宇和島東高等学校 - 商業科・情報ビジネス科
- 愛媛県立大洲高等学校 - 商業科
- 愛媛県立西条高等学校 - 商業科
- 愛媛県立東温高等学校 - 商業科
- 愛媛県立新居浜商業高等学校 - 商業科・情報ビジネス科
- 愛媛県立松山商業高等学校 - 商業科・流通経済科・国際経済科・情報ビジネス科 - 定時制併置
- 愛媛県立三島高等学校 - 商業科・情報デザイン科
- 愛媛県立八幡浜高等学校 - 商業科・情報ビジネス科

### 高知県
- 高知県立安芸高等学校 - ビジネス科
- 高知県立伊野商業高等学校 - キャリアビジネス科
- 高知県立山田高等学校 - 商業科
- 高知市立高知商業高等学校 - 総合マネジメント科・社会マネジメント科・情報マネジメント科・スポーツマネジメント科

## 九州地方

### 福岡県
- 福岡県立宇美商業高等学校 - 総合ビジネス科・ビジネス情報科
- 福岡県立折尾高等学校 - 総合ビジネス科・ビジネス情報科・生活デザイン科
- 福岡県立小倉商業高等学校 - 総合ビジネス科・国際ビジネス科・ビジネス情報科・会計ビジネス科
- 福岡県立筑豊高等学校 - 総合ビジネス科・ビジネス情報科・生活デザイン科
- 福岡県立福島高等学校 - 総合ビジネス科
- 福岡県立若松商業高等学校 - 総合ビジネス科・ビジネス情報科
- 北九州市立高等学校 - 情報ビジネス科
- 久留米市立久留米商業高等学校 - 経営ビジネス科・情報ビジネス科・経営科学科・経営科学科特別進学コース
- 福岡県公立古賀竟成館高等学校 - 総合ビジネス科
- 久留米市外三市町高等学校組合立三井中央高等学校 - ビジネス科
- 折尾愛真高等学校 - 商業科
- 美萩野女子高等学校 - キャリア情報科
- 柳川高等学校 - 商業科
- 福岡女子商業高等学校 - 総合ビジネス科・情報ビジネス科

### 佐賀県
- 佐賀県立伊万里商業高等学校 - 商業科・情報処理科 - 定時制併置
- 佐賀県立唐津商業高等学校 - 商業科・会計科 - 定時制併置
- 佐賀県立佐賀商業高等学校 - 商業科・情報処理科・グローバルビジネス科 - 定時制併置
- 佐賀県立鳥栖商業高等学校 - 商業科・流通経済科・情報管理科
- 佐賀学園高等学校 - 商業科・情報処理科
- 佐賀県立鹿島高等学校 - 商業科
- 佐賀県立白石高等学校 - 商業科・情報ビジネス科
- 佐賀県立伊万里実業高等学校 - 商業科・情報処理科 - 定時制併置

### 長崎県
- 長崎県立壱岐商業高等学校 - 商業科・情報処理科
- 長崎県立諫早商業高等学校 - 商業科
- 長崎県立小浜高等学校 - ビジネス・観光科
- 長崎県立島原商業高等学校 - 商業科・国際経済科・情報処理科
- 長崎県立対馬高等学校 - 商業科
- 長崎県立波佐見高等学校 - 商業科
- 長崎県立松浦高等学校 - 商業科
- 長崎市立長崎商業高等学校 - 情報国際ビジネス科
- 瓊浦高等学校 - 情報ビジネス科
- 鎮西学院高等学校 - 商業科
- 長崎女子商業高等学校 - 商業科

### 熊本県
- 熊本県立阿蘇中央高等学校 - 総合ビジネス科
- 熊本県立鹿本商工高等学校 - 商業科
- 熊本県立菊池高等学校 - 商業科
- 熊本県立熊本商業高等学校 - 商業科・情報処理科・国際経済科・会計科
- 熊本県立甲佐高等学校 - ビジネス情報科
- 熊本県立北稜高等学校 - 情報処理科・商業科・ビジネスマネージメント科（BM科）
- 熊本県立松橋高等学校 - 情報処理科
- 熊本県立八代東高等学校 - 商業科・情報ネットワーク科
- 熊本県立湧心館高等学校 - 情報処理科
- 熊本市立千原台高等学校 - 情報科
- 熊本国府高等学校 - 商業科・情報処理科・ビジネス科
- 熊本信愛女学院高等学校 - 情報ビジネス科
- 熊本中央高等学校 - 総合ビジネス科（情報・ビジネス系 / 福祉・リビング系）
- 秀岳館高等学校 - 商業科
- 専修大学玉名高等学校 - 総合ビジネス科・情報メディア科
- 玉名女子高等学校 - 情報ビジネス科

### 大分県
- 大分県立宇佐産業科学高等学校 - ビジネス管理科
- 大分県立大分商業高等学校 - 商業科・国際経済科・情報処理科
- 大分県立情報科学高等学校 - 情報管理科・情報経営科
- 大分県立中津東高等学校 - ビジネス会計科・ビジネス情報科・商業科 - 定時制併置
- 大分県立三重総合高等学校 - キャリアビジネス科
- 大分県立別府翔青高等学校 - 商業科
- 大分東明高等学校 - 商業科
- 藤蔭高等学校 - 商業科・会計科・情報経済科
- 日本文理大学附属高等学校 - 商業科

### 宮崎県
- 宮崎県立小林秀峰高等学校 - 商業科・経営情報科
- 宮崎県立妻高等学校 - 情報ビジネスフロンティア科
- 宮崎県立高千穂高等学校 - 経営情報科
- 宮崎県立富島高等学校 - 商業科・会計科・経営情報科・国際経済科
- 宮崎県立日南振徳高等学校 - 商業科・経営情報科
- 宮崎県立延岡商業高等学校 - 商業科・会計科・流通経済科・経営情報科
- 宮崎県立延岡青朋高等学校 - 商業科 - 定時制単置
- 宮崎県立都城泉ヶ丘高等学校 - 商業科 - 定時制単置
- 宮崎県立都城商業高等学校 - 商業科・会計科・経営情報科・国際経済科
- 宮崎県立宮崎商業高等学校 - 商業科・経営情報科・国際経済科・経営科学科
- 小林西高等学校 - ビジネス総合科
- 宮崎学園高等学校 - 経営情報科
- 宮崎日本大学高等学校 - 情報ビジネス科

### 鹿児島県
- 鹿児島県立奄美高等学校 - 商業科・情報処理科 - 定時制併置
- 鹿児島県立大島北高等学校 - 情報処理科
- 鹿児島県立開陽高等学校 - オフィス情報科 - 定時制単置
- 鹿児島県立鹿児島南高等学校 - 商業科・情報処理科
- 鹿児島県立蒲生高等学校 - 情報処理科
- 鹿児島県立喜界高等学校 - 商業科
- 鹿児島県立串良商業高等学校 - 総合ビジネス科・情報処理科
- 鹿児島県立川内商工高等学校 - 商業科
- 鹿児島県立川薩清修館高等学校 - ビジネス会計科
- 鹿児島県立曽於高等学校 - 商業科
- 鹿児島県立武岡台高等学校 - 情報科学科（情報文系）
- 鹿児島県立種子島中央高等学校 - 情報処理科
- 鹿児島県立南大隅高等学校 - 情報処理科（2012年度以前入学生）・商業科（2013年度以降入学生）
- 鹿児島県立明桜館高等学校 - 商業科
- 鹿児島市立鹿児島商業高等学校 - 商業科・情報処理科・国際経済科
- 鹿児島市立鹿児島女子高等学校 - 商業科・情報会計科
- 鹿児島高等学校 - 情報ビジネス科
- 鹿児島情報高等学校 - 情報処理科
- 尚志館高等学校 - 商業科
- 樟南高等学校 - 商業科

## 沖縄県
- 沖縄県立浦添商業高等学校 - 総合ビジネス科・情報処理科・国際観光科
- 沖縄県立具志川商業高等学校 - リゾート観光科・ビジネスマルチメディア科・オフィスビジネス科・情報システム科
- 沖縄県立コザ高等学校 - 商業科 - 定時制単置
- 沖縄県立中部商業高等学校 - 商業科・情報会計科・国際流通科
- 沖縄県立名護商工高等学校 - 商業科・ファイナンス科・ビジネス情報科
- 沖縄県立那覇商業高等学校 - 商業科・会計科・情報処理科・国際経済科 - 定時制併置
- 沖縄県立南部商業高等学校 - 流通ビジネス科・OA経理科・情報ビジネス科
- 沖縄県立宮古総合実業高等学校 - 商業科
- 沖縄県立八重山商工高等学校 - 商業科 - 定時制併置

## かつて商業に関する学科を設置していた高等学校
- 北海道旭川北都商業高等学校 - 商業科（2011年3月閉校）
- 北海道網走向陽高等学校 - 商業科・事務情報科（2008年3月閉校）
- 北海道遠軽郁凌高等学校 - 情報ビジネス科（2009年3月閉校）
- 北海道木古内高等学校 - 商業科（2008年3月閉科）
- 北海道中川商業高等学校 - 商業科（2013年3月閉校）
- 北海道仁木商業高等学校 - 商業科（2012年3月閉校）
- 北海道浜頓別高等学校 - 商業科（2010年3月閉科）
- 北海道妹背牛商業高等学校 - 商業科（2009年3月閉校）
- 北海道室蘭商業高等学校 - 商業科・情報処理科・会計科（2008年3月閉校）
- 北海道由仁商業高等学校 - 商業科（2011年3月閉校）
- 北海道長万部高等学校 ｰ 商業科（2011年3月閉科）
- 岩手県立高田高等学校 - 情報処理科（2010年3月閉科）
- 仙台市立仙台図南萩陵高等学校 - 商業科 - 定時制単置（2009年3月閉科）
- ノースアジア大学明桜高等学校 - 商業科（2007年3月閉科）
- 山形県立南陽高等学校 - 情報会計科（2012年3月閉科）
- 栃木県立佐野松陽高等学校 - 商業科・流通経済科（2013年3月閉校）
- 栃木県立矢板高等学校 - 情報処理科（閉科）
- 栃木県立小山高等学校 - 商業科・国際会計科（1998年 全日制商業科・国際会計科　閉科）／定時制併置（1959年 昼間定時制商業科募集停止、1971年 夜間定時制商業科募集停止）
- 栃木県立真岡高等学校 - 商業科（1995年 募集停止）
- 栃木県立烏山高等学校 - 商業科（1967年 募集停止）
- 栃木県立大田原高等学校 - 商業科（1999年 閉科）
- 栃木県立栃木高等学校 - 夜間定時制[1]（2005年 定時制閉課程）
- 國學院大學栃木高等学校 - 国際情報科（2013年 募集停止、2016年 閉科）
- 群馬県立吾妻高等学校 - 商業科（2008年3月閉科）
- 群馬県立嬬恋高等学校 - 商業科（1999年3月閉科）
- 群馬県立前橋東商業高等学校 - 総合ビジネス科・国際マルチメディア科（2009年3月閉校）
- 群馬県立松井田高等学校 - 商業科（2003年3月閉科）
- 千葉県立館山高等学校 - 商業科（2008年3月閉校）
- 千葉県立八街高等学校 - 商業科（1999年3月閉科）
- 茨城県立那珂湊第一高等学校 - 商業科・情報処理科（2011年閉校）
- 東京都立赤坂高等学校 - 商業科・情報処理科（2009年3月閉校）
- 東京都立市ヶ谷商業高等学校 - 商業科（2009年3月閉校）
- 東京都立第二商業高等学校 - 商業科 - 定時制単置（2010年3月閉校）
- 東京都立四谷商業高等学校 - 商業科 - 定時制単置（2010年3月閉校）
- 東京都立赤羽商業高等学校 - 商業科（2020年3月閉校）
- 豊島学院高等学校 - 商業科（2010年3月閉科）
- 安田学園中学校・高等学校 - 商業科（2009年4月募集停止）・ビジネス情報科（2012年4月募集停止）
- 早稲田大学系属早稲田実業学校高等部 - 商業科（2004年3月閉科）
- 新潟県立柏崎商業高等学校（2004年3月閉校）
- 石川県立鶴来高等学校 - 商業科（1996年3月閉科）
- 藤花学園尾山台高等学校 - 商業科（1995年3月閉科）
- 石川県立河北台商業高等学校 - 商業科・情報処理科・情報流通科（2003年3月閉校）
- 石川県立高浜高等学校 - 商業科・情報会計科（2011年3月閉校）
- 石川県立七尾商業高等学校 - 商業科・情報流通科（2006年3月閉校）
- 石川県立輪島実業高等学校 - 情報ビジネス科（2010年3月閉校）
- 石川県立珠洲実業高等学校 - 情報流通科（2010年3月閉校）
- 福井県立勝山南高等学校 - 情報科・経営実務科（2013年3月閉校）
- 福井県立金津高等学校 - 情報処理科・経理科（2016年3月閉科）
- 福井県立道守高等学校 - 商業科 - 定時制単置（2013年3月閉科）
- 福井県立武生商業高等学校 - 商業科・情報処理科・情報ビジネス科（2022年3月閉校）
- 山梨県立吉田商業高等学校 - 商業科・情報処理科（2006年3月閉校）
- 大月短期大学附属高等学校 - 商業科（2014年3月閉校）
- 長野県蘇南高等学校 - 商業科（2011年3月閉科）
- 長野県中野実業高等学校 - 商業科（2009年3月閉校）
- 岐阜県立明智商業高等学校 - 商業科・情報会計科（2007年3月閉校）
- 静岡県立三島南高等学校 - 商業科（2003年3月閉科）
- 静岡県立気賀高等学校 - 商業科（2015年3月閉校）
- 静岡市立商業高等学校 - 商業科（2013年3月閉校）
- 静岡市立清水商業高等学校 - 商業科（2013年3月閉校）
- 加藤学園高等学校 - 商学部（2011年3月閉科）
- 愛知県立岩倉高等学校 - 商業科・経理科・情報処理科（2001年3月閉科）
- 愛知県立蒲郡高等学校 - 商業科（2005年3月閉科）
- 名古屋市立西陵高等学校（旧名古屋市立西陵商業高等学校、2007年3月閉科）
- 清林館高等学校 - 情報処理科
- 三重県立桑名高等学校 - 商業科（2005年3月閉科）
- 三重県立上野商業高等学校 - 情報ビジネス科（2011年3月閉校）
- 三重県立名張高等学校 - 情報ビジネス科・会計科（2004年3月閉科）
- 伊勢学園高等学校 - 商業科（1996年3月閉科）
- 滋賀県立彦根翔陽高等学校 - 商業科・情報処理科（旧滋賀県立彦根商業高等学校、2000年3月閉科）
- 滋賀県立日野高等学校 - 商業科（2006年3月閉科）
- 京都府立南丹高等学校 - オフィス情報科・流通マネージメント科（2006年3月閉科）
- 京都府立西舞鶴高等学校 - 商業科（2008年3月閉科）
- 京都府立南八幡高等学校 - オフィス情報科・流通マネージメント科（2009年3月閉科）
- 京都府立網野高等学校 - 企画経営科（2022年3月閉校）
- 京都市立西京高等学校 - 会計・情報処理学科・流通経済・国際経済学科（旧京都市立西京商業高等学校、2005年3月閉科）
- 京都翔英高等学校 - 商業科（2001年3月閉科）
- 大阪市立市岡商業高等学校 - 商業科・情報会計科（2014年3月閉校）
- 大阪市立扇町総合高等学校 - 商業科（旧大阪市立扇町商業高等学校、2003年3月閉科）
- 大阪市立扇町第二商業高等学校 - 商業科 - 定時制単置（1995年3月閉校）
- 大阪市立天王寺商業高等学校 - 商業科・情報システム科（2014年3月閉校）
- 大阪市立天王寺第二商業高等学校 - 商業科 - 定時制単置（1995年3月閉校）
- 大阪市立西高等学校 - 流通経済科　(2024年3月閉校)
- 大阪市立東商業高等学校 - 国際経済科・会計科・総合ビジネス科（2014年3月閉校）
- 堺市立商業高等学校 - 商業科（2010年3月閉校）
- 堺市立第二商業高等学校 - 商業科 - 定時制単置（2011年3月閉校）
- あべの翔学高等学校 - 商業科
- 育英高等学校 - 商業科（1977年3月閉科）
- 神戸市立神戸商業高等学校 - 商業科（2000年3月閉校）
- 尼崎市立尼崎産業高等学校 - 商業科（2013年3月閉校）
- 尼崎市立城内高等学校 - 商業科 - 定時制単置（2016年3月閉校）
- 兵庫県立洲本実業高等学校東浦校 - 商業科（2011年3月閉校）
- 兵庫県立龍野実業高等学校 - 商業科（2010年2月閉校）
- 兵庫県立和田山高等学校 - 商業科・情報科（旧兵庫県立和田山商業高等学校、2001年3月閉科）
- 奈良県立奈良商業高等学校 - 商業科・情報処理科 - 定時制併置（2009年3月閉校）
- 和歌山県立串本高等学校 - 商業科（2004年3月閉科）
- 岡山県高梁日新高等学校（現・方谷學舎高等学校、2023年改称） - 商業科（2011年頃まで閉科したと思われる。現・普通科総合ビジネスコース）
- 広島県瀬戸内高等学校 - 情報経理科（2009年3月閉科）
- 広島桜が丘高等学校 - 総合ビジネス科（2006年3月閉科）
- 早鞆高等学校 - 総合ビジネス科（2009年3月閉科）
- 徳島県立鴨島商業高等学校 - 商業科・経営情報科（2012年3月閉校）
- 徳島県立宍喰商業高等学校 - 商業科（2006年3月閉校）
- 徳島県立美馬商業高等学校 - 商業科（2014年3月閉校）
- 香川県立観音寺中央高等学校 - 商業科（2009年3月閉科）
- 香川県立丸亀城西高等学校 - 商業科（2007年3月閉科）
- 愛媛県立宇和高等学校 - 商業科（2006年3月閉科）
- 高知県立安芸桜ケ丘高等学校 - 情報ビジネス科（2023年3月閉校）
- 福岡県立田川商業高等学校（2007年3月閉校）
- 福岡県立門司商業高等学校（2007年3月閉校）
- 福岡市立福翔高等学校 - 情報処理科・商業科（2002年3月閉科）
- 長崎県立松浦東高等学校 - 商業科（2011年3月閉校）
- 熊本県立阿蘇高等学校 - 商業科（2010年3月閉校）
- 熊本県立矢部高等学校 - 商業科（2009年3月閉科）
- 熊本フェイス学院高等学校 - コンピュータ事務科（2011年3月閉校）
- 大分県立臼杵商業高等学校 - 情報会計科・情報ビジネス科（2014年3月閉校）
- 大分県立中津商業高等学校 - 商業科・情報管理科 - 定時制併置（2011年3月閉校）
- 大分県立大分中央高等学校 - 商業科 - 定時制単置（2013年3月閉校）
- 宮崎県立小林商業高等学校（2010年3月閉校）
- 宮崎県立日南振徳商業高等学校 - 商業科・情報処理科（2011年3月閉校）
- 鹿児島県立入来商業高等学校 - 商業科・情報処理科（2009年3月閉校）
- 鹿児島県立鹿児島西高等学校 - 商業科（2012年3月閉校）
- 鹿児島県立末吉高等学校 - 情報処理科（2016年4月閉校）
- 鹿児島県立中種子高等学校 - 情報処理科（2010年3月閉校）
- 鹿児島県立牧園高等学校 - 商業科（2010年3月閉校）
- 沖縄県立翔南高等学校 - 商業科（2008年3月閉校）
- 沖縄県立名護商業高等学校 - 商業科・ファイナンス科・情報処理科（2009年3月閉校）